# Hörken
Hörken er en småort i Ljusnarsbergs kommun, Sverige beliggende ca. 10 kilometer fra Grängesberg.
Fra søen Norra Hörken løber Hörksälven gennem området, inden den længere sydpå skifter navn til Arbogaån.

## Historie
Området var omkring år 1600 befolket af skovfinner, som egnede sig til svedjebrug, jagt og fiskeri. I 1670'erne blev der fundet kobber, sølv og jern, og de første hytter blev bygget. Herefter blev der bygget mange hytter til fremstilling af råjern. Kirken stod færdig i år 1925. Stationen blev anlagt i 1876, og den var i mange år en vigtig forbindelse mellem den normaltsporede Bergslagsbanan og den smalsporede Säfsbanan, som blev trafikeret frem til 1940'erne.